# Werner Landgraf
Werner Landgraf, född 29 juli 1959 i Mainz, är en tysk astrofysiker.
Minor Planet Center listar honom som W. Landgraf och som upptäckare av 7 asteroider.
Asteroiden 3132 Landgraf är uppkallad efter honom.

## Asteroider upptäckta av Werner Landgraf
| 3683 Baumann  | 23 juni 1987 |
| 4349 Tibúrcio | 5 juni 1989  |
| 4378 Voigt    | 14 maj 1988  |
| 7696 Liebe    | 10 maj 1988  |
| 9938 Kretlow  | 14 maj 1988  |
| 17412 Kroll   | 24 maj 1988  |
| 29148 Palzer  | 10 maj 1988  |